# Гравіметричний аналіз
Гра́віметри́чний ана́ліз, гравіметрі́я (рос. гравиметрический анализ, англ. gravimetric analysis; нім. Gewichtsanalyse f, Gravimetrie f) — група методів кількісного визначення складу речовин, що засновані на вимірюванні їхньої маси або маси їхніх складових.

## Класифікація
Методи гравіметрії поділяються 3 групи:
- методи осаджування;
- методи виділення;
- методи відгонки.

Метод осаджування має найбільше практичне значення. В ході цього методу спочатку зважують на аналітичних вагах досліджувану речовину, переводять її у розчин, потім осаджують ту складову речовини, кількість якої хочуть визначити, відокремлюють її від розчину, зневоднюють (сушать, прожарюють) і зважують твердий залишок. Точність такого гравіметричного аналізу висока — 0,1—0,02 %. При такому аналізі виділяють поняття осаджуваної форми — речовини, яка є осадом, і гравіметричної форми — речовини, отриманої після прокалювання і яка є об'єктом зважування.
Аналіз розроблений шведським хіміком Торнбеном Улафом Бергманом. В його основі лежить закон збереження маси при хімічних перетвореннях.
Метод виділення полягає у зважуванні компонентів, виділених після обробки досліджуваної речовини. До такого методу належить, зокрема, визначення зольності палива.
Метод відгонки полягає у визначенні маси леткого компоненту, на яку зменшилася маса речовини після відгонки. Прикладом методу відгонки є визначення вмісту кристалізаційної води при нагріванні.

## Застосування
Вимоги до методу:
- відтворюваність стехіометричного складу осаду;
- надзвичайно низька розчинність (щоб його можна було промити без відчутних втрат);
- мінімальна оклюзія, отже мала поверхня адсорбції (крупні кристали);
- легка відділюваність; термічна стабільність для можливості висушення;
- стабільність, зокрема негігроскопічність і неоксидовність висушеного осаду.

Аналіз широко використовується для дослідження руд, сплавів, органічних речовин, а також:
- визначення гігроскопічної вологи у ґрунті;
- вміст сухих речовин в плодах і овочах;
- вміст кристалізаційної води в солях;
- зольність палива.